# Инцидент на мосту Марка Пола
Инцидент код моста Марка Пола се обично сматра почетком Другог јапанско-кинеског рата. На мосту преко реке Јонгдинг, 15 km од средишта Пекинга, 7. јула 1937. је дошло до инцидента између јапанских и кинеских војника који прелази у оружани сукоб.

## Повод
Напетости између Јапана и Кине почеле су још с Јапанском инвазијом на Манџурију 1931. и након инвазије успостављањем номинално независне државе Манџукуо на чије чело су као суверена поставили Пу Јиа, задњег монарха династије Ћинг. Идућих година Јапан је наставио освајање или анектирање и других подручја, тако да је почетком 1937. године контролисао подручја северно, источно и западно од Пекинга. Мост Марка Пола, смештен југозападно од Пекинга поред зидина Ванпинга, био је контролна станица железничке пруге Пекинг - Вухан, једине везе између Пекинга и јужних делова Кине које је контролисао Чанг Кај Шек. Почетком 1937. године Јапанци су тражили од Кинеза да напусте Ванпинг и мост уз образложење да им је подручје потребно за градњу аеродрома. Кинези су то одбили, јер би јапанска контрола Ванпинга и моста Марко Поло у потпуности изоловала Пекинг од подручја на југу која је контролисао Куоминтанг.

## Ток
Директан узрок инцидента био је да се један јапански војник, након ноћних вежби какве нигде другде нису одржаване осим овде, није вратио у гарнизон. Квантуншка армија, иначе одговорна за бројне друге инциденте, оптужила је Кинезе да га држе затвореним у гарнизонском делу Ванпинга и захтевала улаз у гарнизон претећи да ће војним средствима изборити улаз. Кинеска команда је то одбила.
Обе стране узајамно су се оптуживале да су почеле с нападом. Ипак остаје чињеница да су Јапанци војном силом изборили улаз. Јапанци су према свом ултиматуму у поноћ 8. јула отворили артиљеријску ватру и кренули са тенковима преко моста. Уз помоћ пристиглог појачања, Кинези су следећи дан успели вратити читав мост, на што је јапанска страна понудила преговоре.
Два дана касније, нестали војник се вратио, а Јапанци су о томе обавестили Кинезе. Кинези су претпоставили, да се тиме акција може сматрати завршеном.
Јапанци су обећали, да неће нападати Пекинг и Тјенцин, ако Куоминтанг преузме следеће обавезе:
- Куоминтанг мора обуздати све противјапанске покрете и организације;
- Куоминтанг мора преузети пуну одговорност за овај инцидент и
- Сонг Џејуан, заповједник 29. армије која је бранила ово подручје, мора се лично извинити.

Генерал Џанг Дзидзонг који је преговарао био је спреман прихватити прве две тачке, али није хтео одлучивати у Сонгово име па је напустио преговоре. Након тога, Јапан је покренуо напад на Пекинг (битка за Пекинг и Тјенцин) чему се Кинези нису могли одупрети. Пекинг се предао 29. јула, а дан касније и Тјенцин. 

## Последице
Јапанци су наставили напредовање са севера и југа у Кину, а Национална влада под Чанг Кај Шеком 7. августа је објавила рат Јапану. 
Није искључено, да је инцидент био провокација, али углавном се сматра да није. Према мишљењу историчара, било је само питање времена да се догоди нешто слично јер су на том подручју биле стациониране и јапанска и кинеска војска.
На месту инцидента постављен је музеј.